# Szkoła uczuć (film 2002)
Szkoła uczuć (A Walk to Remember) – amerykański film fabularny (melodramat) z 2002 roku, w reż. Adama Shankmana z Mandy Moore i Shane West w rolach głównych. Film powstał na kanwie powieści Nicholasa Sparksa Jesienna miłość.

## Opis fabuły
Każdej wiosny w małym portowym miasteczku Beaufort w Północnej Karolinie, kiedy wiatr od morza niesie zapach soli i sosnowej żywicy, Landon Carter wspomina swoje młodzieńcze lata spędzone w tamtejszej szkole średniej oraz Jamie Sullivan, dziewczynę, która zmieniła jego życie.
Jamie była pierwszą i ostatnią osobą, którą Landon najprawdopodobniej darzył prawdziwym uczuciem. Poważna i konserwatywna – była zupełnie inna, niż szkolne koleżanki i nigdy nie dbała o to, by być taka, jak one. Jej wiara w siebie nie była uzależniona od opinii innych. Była córką miejscowego pastora Kościoła baptystów i nie obawiała się okazywania, że wiara jest dla niej najważniejszą dziedziną życia, nawet jeśli odbywało się to kosztem nowych przyjaźni. Interesowała się astronomią i miała wiele romantycznych marzeń.
Landon był zupełnie inny i dorastał w innym otoczeniu. Był młodym, lekkomyślnym człowiekiem, który nie wiedział, czego chce od życia. Przez szkołę "prześlizgiwał" się właściwie dzięki swojemu wyglądowi i tupetowi. Jego koledzy zabawę znajdowali w upokarzaniu tych, którzy nie odpowiadali ich standardom. Wyśmiewali się również z niemodnych ubrań Jamie i jej skromnego stylu bycia.
Kiedy Landon otrzymał karę za przestępstwo w postaci udzielania korepetycji uczniom podstawówki, pomagania woźnym i uczestnictwie w wiosennym spektaklu Klubu Dramatycznego, przyszło mu bliżej poznać Jamie, która również grała w tym przedstawieniu i była wolontariuszką. Podczas wspólnej pracy, młodzi wiele się od siebie nauczyli. Wkrótce zdali sobie sprawę z tego, że są w sobie zakochani.
Miłość Landona i Jamie została jednak wystawiona na próbę. Ojciec Jamie był bardzo nieprzychylny ich związkowi, ponieważ Jamie była od jakiegoś czasu chora na białaczkę i ciążyła nad nią wizja śmierci. Gdy Landon dowiedział się o chorobie, postanowił, że nie opuści Jamie. Postarał się, aby krótkie życie, jakie jej pozostało, jak najobficiej wypełnić szczęściem.

## Obsada
- Shane West: Landon Carter
- Mandy Moore: Jamie Sullivan
- Al Thompson: Eric Hunter
- Peter Coyote: Wielebny Sullivan
- Matt Lutz: Clay Gephardt
- Jonathan Parks Jordan: Walker
- Daryl Hannah: Cynthia Carter
- Paz de la Huerta: Tracie
- Lauren German: Belinda
- Clayne Crawford: Dean
- Erik Smith: Eddie Zimmerhoff
- David Andrews: Mr. Kelly
- Anne Fletcher: Tancerka w szkolnym przedstawieniu
- Charles E. Bailey: Ojciec Deana
- Xavier Hernandez: Luis
- Robert C. Treveiler: Pan Worth Carter
- David Lee Smith: Mr. Carter
- Paula Jones: Sally
- Frances E. Davis: Gosposia
- Mervyn Warren: Dyrektor chóru
- Jason Paige: chórzysta
- Dean Mumford: Oficer policji
- Kevin Osborne: chórzysta
- Gordon Grody: chórzysta
- Janie Barnett: chórzystka
- Cassidy Ladden: chórzystka
- Diva Gray: chórzystka
- Elaine Caswell: chórzystka
- Nikki Gregoroff: chórzystka
- Arlene Martel: chórzystka
- Vivian Cherry: chórzystka
- Nie wymienieni w czołówce:
  - Chip Thomas: chłopiec
  - Ryan Sweeney: uczeń szkoły średniej
  - Adam Shankman: pomoc lekarska
- Jacek Misztal: Jeden z policjantów

## Twórcy filmu
- reżyseria Adam Shankman
- scenariusz Karen Janszen
- zdjęcia Julio Macat
- muzyka Mandy Moore Shane West Jeff Cardoni Mervyn Warren
- scenografia Linwood Taylor Burton Rencher Douglas Hall

## Nagrody
- najlepszy debiut 2002 Mandy Moore MTV Movie Awards